# 마르가레텐
마르가레텐(독일어: Margareten)은 오스트리아 빈의 제 5구역이다.